# Sør-Fron
Sør-Fron ist eine Kommune im norwegischen Fylke Innlandet. Die Kommune hat 3128 Einwohner (Stand: 1. Januar 2025). Sør-Fron liegt am Lågen im Gudbrandsdalen. Verwaltungssitz der Kommune ist die Ortschaft Hundorp.

## Geografie

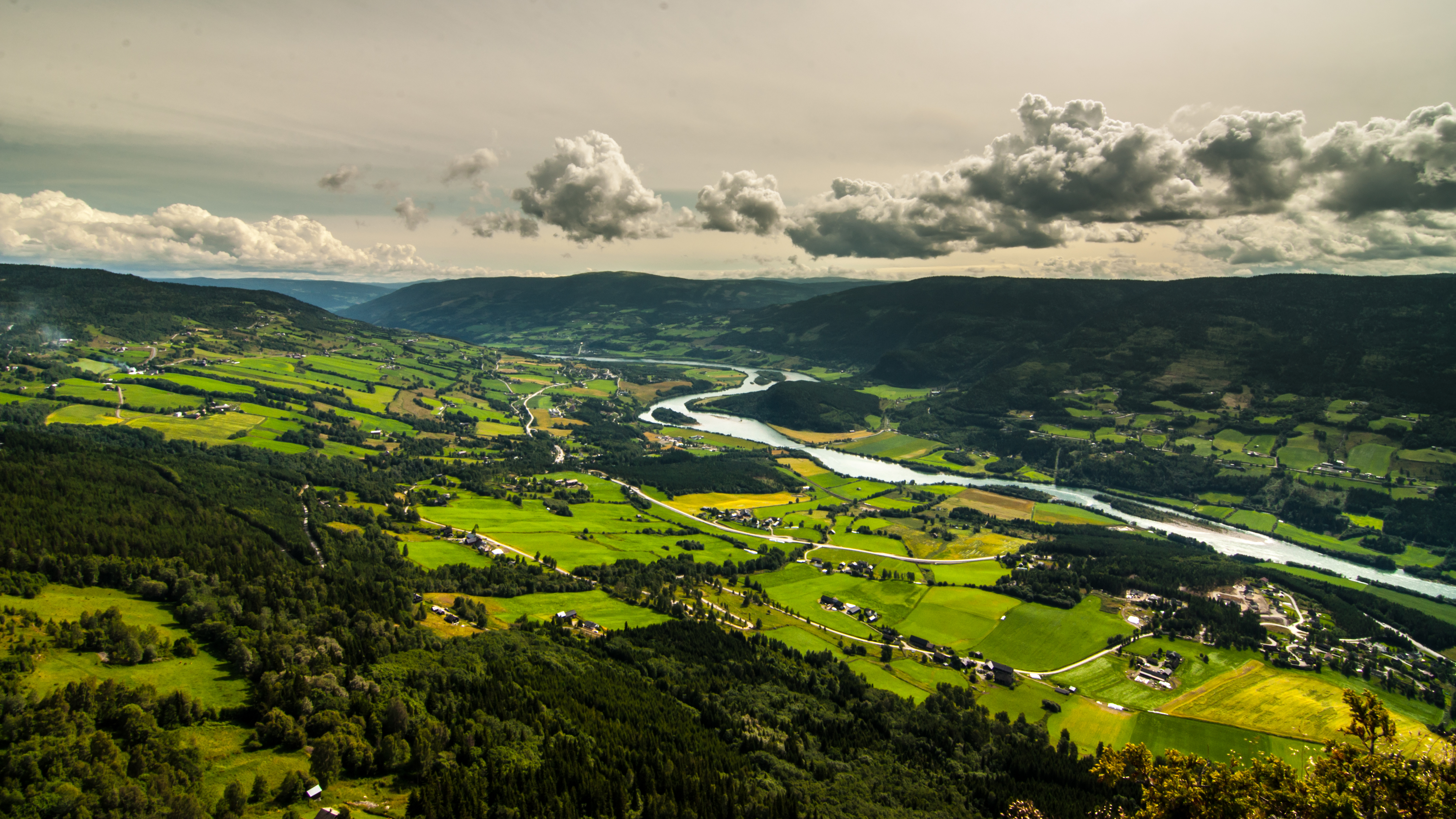
Blick auf den Lågen in Sør-Fron

Das Zentrum der Kommune Sør-Fron bildet ein rund zwölf Kilometer langer Abschnitt des Gudbrandsdalen, an das sich im Nordosten und Südwesten zwischen 30 und 40 Kilometer an Gebirge anschließen. Dies verleiht der Kommune eine in Nordost-Südwest-Ausdehnung langgestreckte Form. Sør-Fron grenzt im Westen an Nord-Fron, im Nordwesten an Sel, im Norden an Folldal, im Nordosten an Stor-Elvdal, im Osten an Ringebu, im Süden an Gausdal sowie im Südwesten an Øystre Slidre. Durch das Gudbrandsdalen im Zentrum der Kommune fließt der Lågen. Im Norden und Süden der Kommune liegen mehrere Gebirgsseen, unter anderem das Gålåvatnet sowie der Atnsjøen auf der Nordgrenze Sør-Frons. Die Gesamtfläche der Kommune beträgt 742,2 km², wobei Binnengewässer zusammen 30,65 km² ausmachen.
Sowohl nördlich als auch südlich des Gudbrandsdalen befinden sich in der Kommune Berge, die Höhen von 1400 moh. überschreiten. Die Erhebung Blåkollen nahe der Nordgrenze stellt mit einer Höhe von 1579,85 moh. den höchsten Punkt der Kommune Sør-Fron dar. In der Kommune liegen zwei Nationalparks. Der Langsua-Nationalpark (Langsua nasjonalpark) erstreckt sich über sechs Kommunen und umfasst dabei auch ein Gebiet im Süden der Kommune Sør-Fron. Der zweite Nationalpark in Sør-Fron ist der Rondane-Nationalpark (Rondane nasjonalpark). In diesen Nationalpark geht die Gebirgslandschaft im Norden der Kommune ein.

## Einwohner
Die meisten Einwohner leben im Haupttal entlang des Lågens. Dort befinden sich die drei größten Orte Hundorp, Lia und Harpefoss. Zudem sind einige Seitentäler bewohnt. Nachdem die Einwohnerzahl in den 1980er-Jahren zurückzugehen begonnen hatte, konnte sie sich später wieder stabilisieren. In der Gemeinde liegen mehrere sogenannte Tettsteder, also mehrere Ansiedlungen, die für statistische Zwecke als eine städtische Siedlung gewertet werden. Diese sind Hundorp mit 584, Harpefoss mit 314 und Lia mit 266 Einwohnern (Stand: 1. Januar 2024).
Die Einwohner von Fron werden Frøning genannt. Sør-Fron hat wie viele andere Kommunen der Provinz Innlandet weder Nynorsk noch Bokmål als offizielle Sprachform, sondern ist in dieser Frage neutral.
| Jahr          | 1986 | 1990 | 1995 | 2000 | 2005 | 2010 | 2015 | 2020 | 2025 |
| ------------- | ---- | ---- | ---- | ---- | ---- | ---- | ---- | ---- | ---- |
| Einwohnerzahl | 3531 | 3486 | 3430 | 3322 | 3271 | 3175 | 3204 | 3119 | 3128 |

## Geschichte

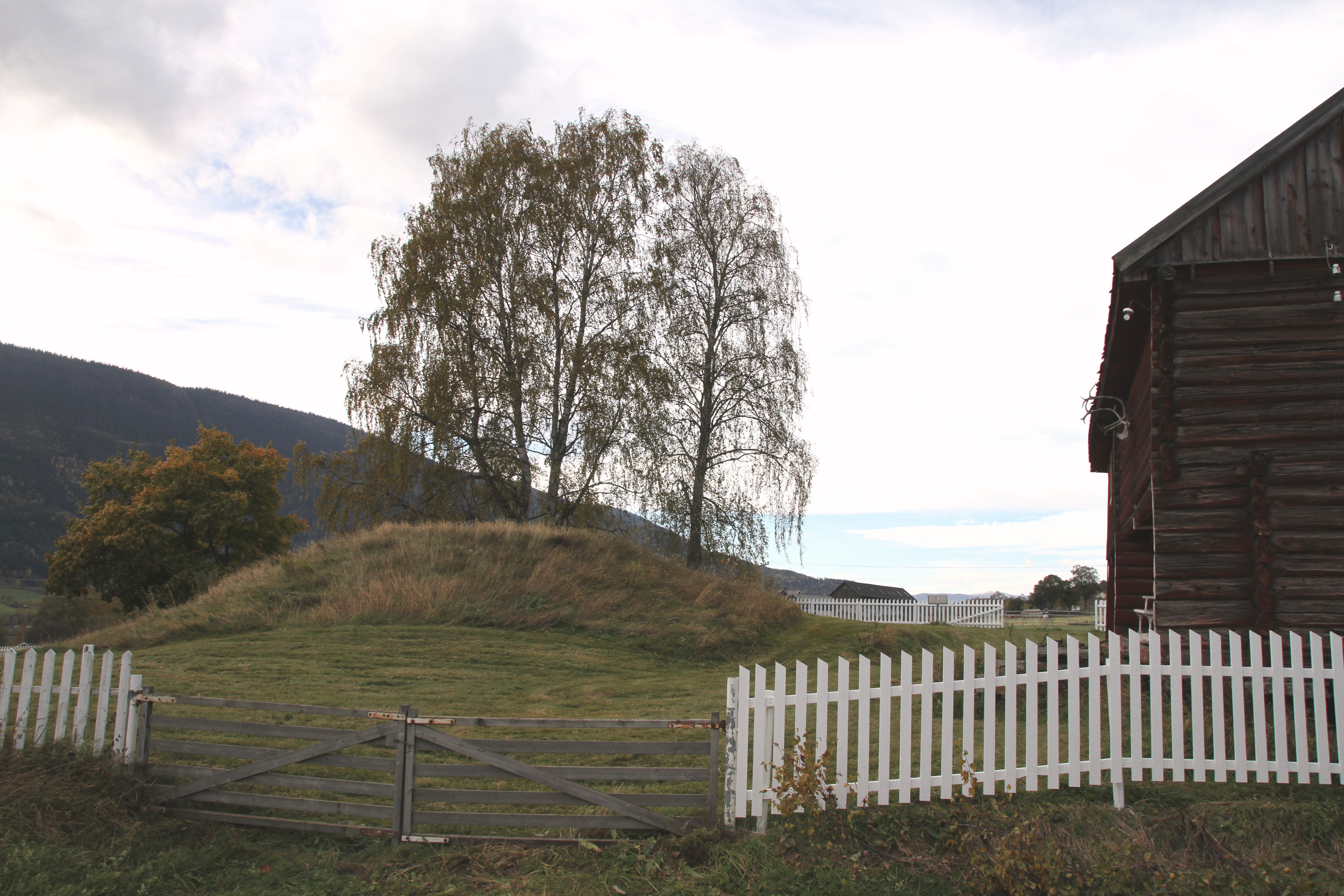
Grabhügel in Sør-Fron

Die Kommune Sør-Fron entstand erstmals 1851, als Fron in Nord- und Sør-Fron aufgeteilt wurde. Nord-Fron hatte nach der Auftrennung 4685 Einwohner, Sør-Fron 3421. Im Jahr 1956 ging ein Gebiet mit sieben Einwohnern von der damaligen Nachbarkommune Vestre Gausdal an Sør-Fron über. Zum 1. Januar 1966 wurden Nord- und Sør-Fron wieder zu Fron zusammengelegt, wobei Nord-Fron nun 5758 und Sør-Fron 3648 Einwohner hatte. Diese Zusammenlegung wurde elf Jahre später rückgängig gemacht und Sør-Fron wurde wieder eine eigenständige Kommune. Sie hatte nun 3509 Einwohner. Bis zum 31. Dezember 2019 gehörte Sør-Fron dem damaligen Fylke Oppland an. Dieses ging im Zuge der Regionalreform in Norwegen in das zum 1. Januar 2020 neu geschaffene Fylke Innlandet über.
Auf dem Hof Hundorp (heute Dale Gudbrands gard) soll im 11. Jahrhundert den Sagas zufolge der mächtige Häuptling Dale-Gudbrand, der Namensgeber des Gudbrandsdalen, gelebt haben. Nach einem Treffen zwischen Dale-Gudbrand und Olav II. Haraldsson wurde das Tal im Jahr 1021 christianisiert. Ob Dale-Gudbrand freiwillig den christlichen Glauben annahm, ist nicht bekannt. Um den Hof Dale Gudbrands gard herum liegen mehrere Grabhügel.
Die Sør-Fron kyrkje ist eine Kirche, die in den Jahren von 1786 bis 1792 erbaut wurde. Sie trägt den Beinamen Gudbrandsdalsdomen (deutsch der Gudbrandsdaldom) und galt während der Bauzeit als Prestigeprojekt. Während die meisten Dorfkirchen zu dieser Zeit in Holz gebaut wurden, wurde die Kirche in Hundorp gemauert. Das Kirchgebäude hat einen achteckigen Grundriss und das Kirchdach ist abgeknickt, was ihm eine rundere Form verleiht. Die Kirche wurde im Louis-seize-Stil eingerichtet.

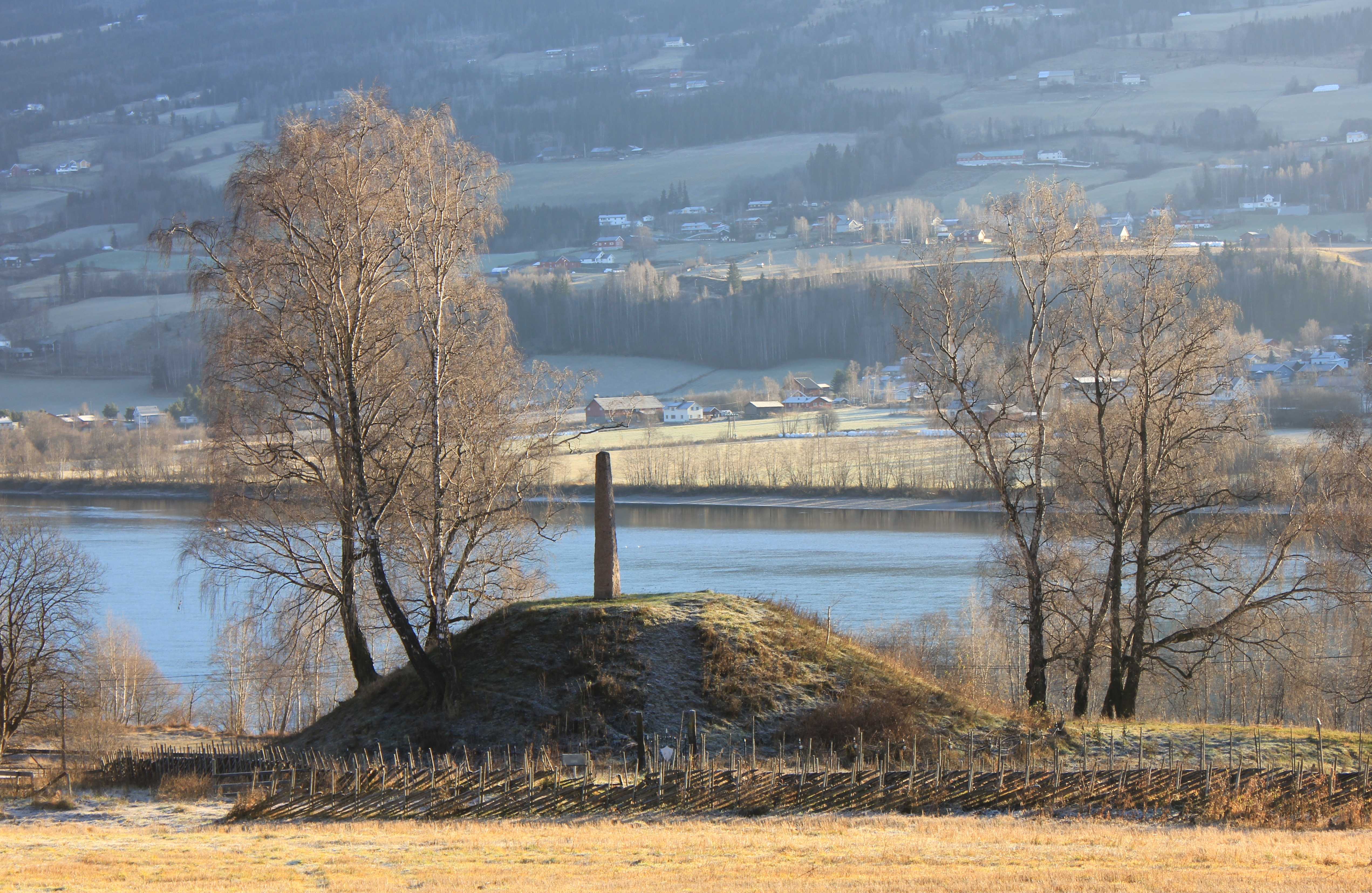
Grabhügel am Dale Gudbrands gard
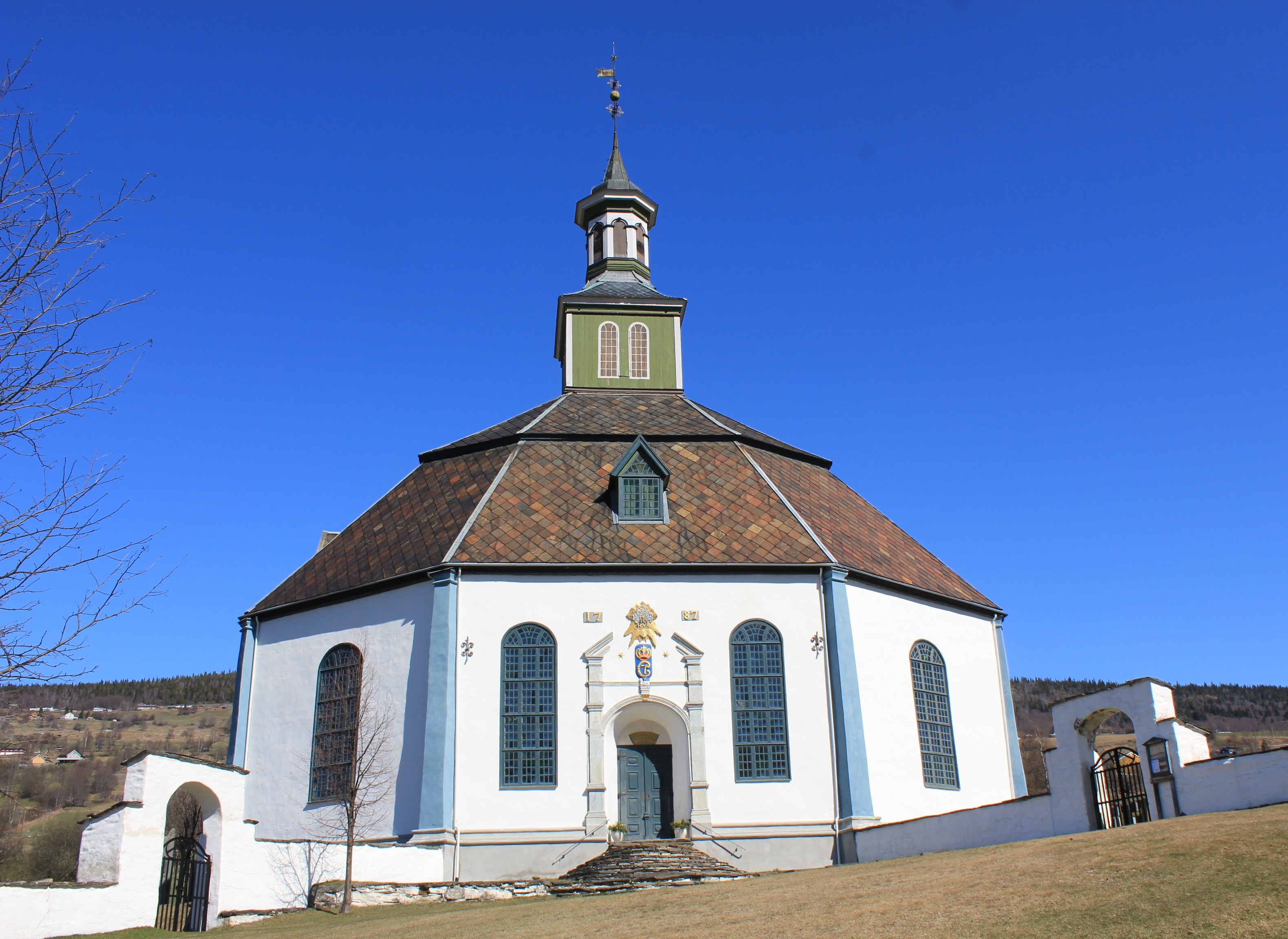
Sør-Fron kyrkje

## Wirtschaft und Infrastruktur

### Verkehr

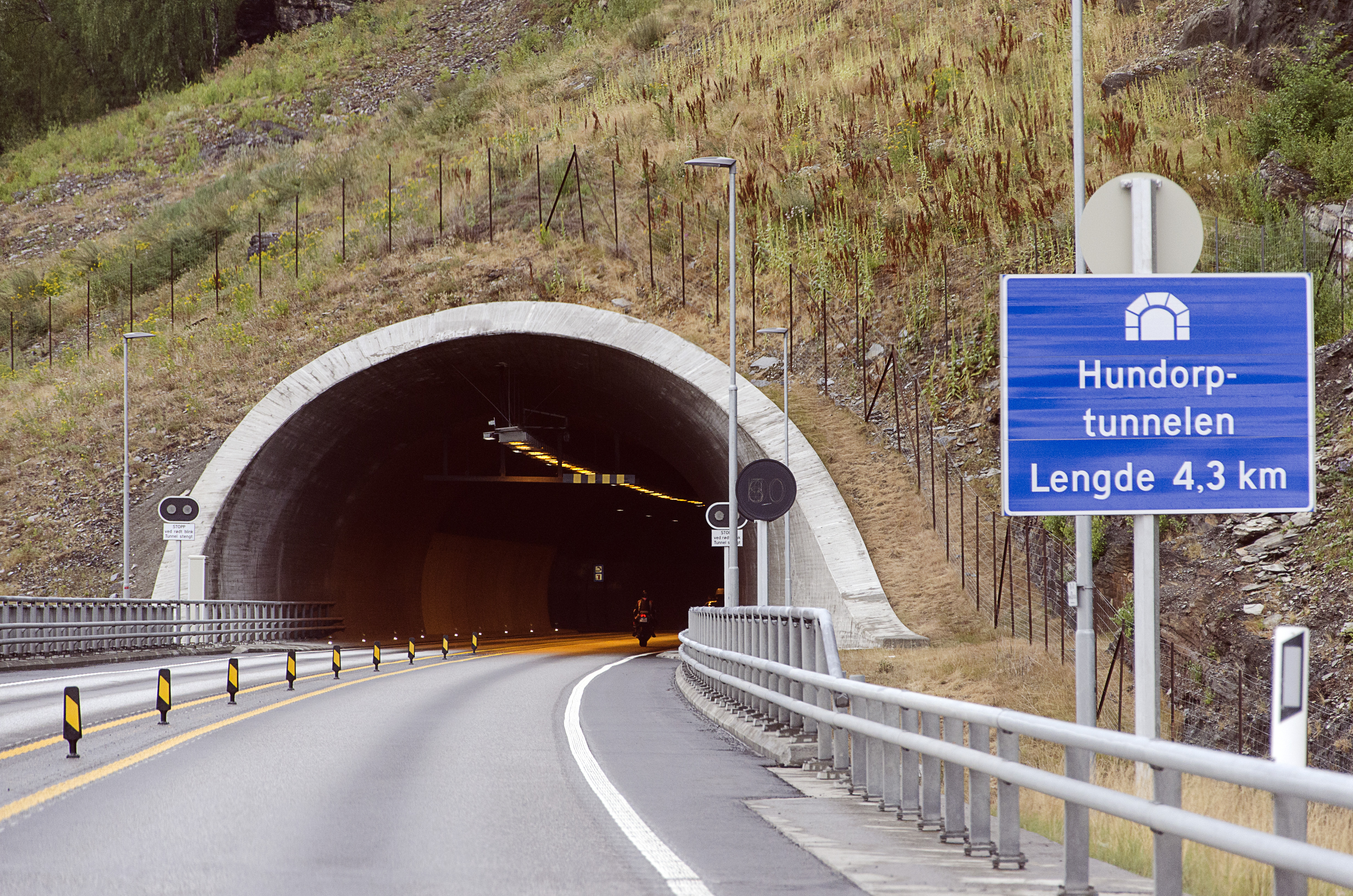
Einfahrt in den Hundorptunnel

Durch das Gudbrandsdalen führt entlang des Lågens die Europastraße 6 (E6) sowie die Bahnlinie Dovrebanen. Die Dovrebanen hat heute keinen Haltepunkt mehr in der Kommune. Der Bahnhof in Hundorp (Hundorp stasjon) wurde 1896 eröffnet. Der Bahnhof war ab 1983 unbemannt, bevor der Personenverkehr im Jahr 2001 eingestellt wurde.
Die E6 führt in Sør-Fron östlich von Hundorp durch den Hundorptunnel (Hundorptunnelen) hindurch. Der Bau des 4,3 Kilometer langen Tunnels begann im September 2013. Der Tunnel wurde im Jahr 2016 eröffnet. Von der E6 zweigen mehrere Fylkesveier ab. Der Fylkesvei 2584 führt nach Gålå.

### Wirtschaft
Die Land- und Forstwirtschaft bilden die Grundlage für die lokale Wirtschaft. Von Bedeutung ist dabei insbesondere die Tierhaltung. In der Industrie sind die Lebensmittelindustrie sowie die Herstellung von Möbeln am stärksten vertreten. Von Bedeutung ist auch der Tourismus und in der Kommune liegen rund 2000 Hytten. Viele der Hütten liegen in Gålå am Gebirgssee Gålåvatnet.
Bei der Ortschaft Harpefossen liegt das Wasserkraftwerk Harpefossen. Es wurde im Jahr 1965 in Betrieb genommen und hatte in den Jahren von 1991 bis 2020 eine mittlere Jahresproduktion von rund 474 GWh. Am Wasserkraftwerk wird eine Fallhöhe von etwa 35 Metern im Lågen ausgenutzt. Im Jahr 2021 arbeiteten von rund 1530 Arbeitstätigen nur etwa 660 in Sør-Fron selbst. Jeweils über 200 Personen pendelten in die Nachbarkommunen Nord-Fron und Ringebu.

## Name und Wappen
Das seit 1988 offizielle Wappen der Kommune zeigt eine silberne Keule auf grünem Hintergrund. Dabei handelt es sich um die Keule von Kolbein dem Starken, der damit beim Treffen von Dale-Gudbrand und Olav Haraldsson im Jahr 1021 ein Bildnis Thors zertrümmert haben soll.
Der Gemeindename setzt sich aus den beiden Bestandteilen „Sør-“ (deutsch Süd-) und „Fron“ zusammen. Letzterer leitet sich vom altnordischen Ortsnamen Frón ab. Dieser Name hat einer Theorie zufolge seine Herkunft im altnordischen Substantiv frón, das „Land“ oder „Erde“ bedeutet. Eine andere Erklärung ist die Herkunft des Namens im Flussnamen Frya. Die Frya fließt im Norden der Kommune durch das Tal Frydalen.

## Persönlichkeiten
- Per Tofte (* 1935), Schauspieler